# Gagetown
Gagetown is een plaats (village) in de Amerikaanse staat Michigan, en valt bestuurlijk gezien onder Tuscola County.

## Demografie
Bij de volkstelling in 2000 werd het aantal inwoners vastgesteld op 389.
In 2006 is het aantal inwoners door het United States Census Bureau geschat op 379, een daling van 10 (-2,6%).

## Geografie
Volgens het United States Census Bureau beslaat de plaats een oppervlakte van
2,5 km², geheel bestaande uit land. Gagetown ligt op ongeveer 229 m boven zeeniveau.

## Plaatsen in de nabije omgeving
De onderstaande figuur toont nabijgelegen plaatsen in een straal van 20 km rond Gagetown.